# 狂獸屍身樂團
'屍體樂團'(Carcass)是一隊英國的極端金屬樂團,風格由早期到末期改變極大。1985年組成在1995年解散.團隊在2008年重組,但其中一名隊員,鼓手Ken Owen由於健康理由未能回團(腦出血)。
雖然受廣泛認為是輾核的先鋒,但他們早期作品的唱片封面以其病態血肉模糊屍臭滿佈的歌詞和恐怖屍體組成的,也讓人們標籤為血濺死金,血塊金屬,血輾派別。然而,他們在1993年發佈的大碟HeartWork,令他們成為旋律死亡金属的其中一位開創人和先鋒。

## 发展历史

### 血輾,輾核(1985-1989)
樂團最初是由結他手BILL STEER和鼓手KEN OWEN組成的,樂隊原名叫DISATTACK,他們最初本來在玩一種叫D BEAT的音樂風格(一種由80年代初期開發出來的曲風,走的是更接近金屬的硬核朋克風格.由樂隊Discharge開發,也以樂隊命名曲風)1986年,當他們發出了一張DEMO: A Bomb Drops時,最初的低音結他手PAUL和主音Andrew Pek離開了樂團,并由主唱Sanjiv和低音結他手JEFF WALKER(Electro Hippies的原結他手和主唱)取替.與此同時,結他手BILL STEER加入了樂隊NAPALM DEATH(取代成員 Justin Broadrick)和在這裡另外錄了NAPALM DEATH的第一張專輯:SCUM .JEFF WALKER也幫忙設計了該專輯的封面.
樂隊也由DISATTACK改名做現在的CARCASS.在1987年4月,樂隊錄製了唯一一張和前主唱Sanjiv一起錄的樣版: Flesh Ripping Sonic Torment.不久後Sanjiv就離開了CARCASS了。
Sanjiv離去之後,WALKER,BILL,KEN分別灘分了主唱的職務,由錄音到完成,整張碟前後只用了4天的時間.1988年,樂隊發佈了他們第一張正式專輯: Reek of Putrefaction.全專輯完成以輾核構成,全長不足40分鐘,但卻包含了22首歌.
儘管樂隊非常不滿成品的錄音音質,但也引起了英國電台傳奇唱片騎師 John Peel (推廣了很多不同當時不流行的音樂類型,令英國音樂發展得全面有不少功勞)的注意,成為最愛。peel對carcass玩的這種新曲風有濃厚的興趣,於1989年他邀請carcass参加由peel自己主持的Peel Session。
同時發佈了一些第二張專輯的新原素.peel session發佈了一張由團員化名(K. Grumegargler, J. Offalmangler, W.G. Thorax Embalmer,分別是ken,walker和bill)錄製的EP,同年,bill和walker於一部英國情景喜劇Red Dwarf(紅矮星號)其中一集出現,
該集中他們是一隊名為"Smeg & The Heads"虛擬樂隊的成員.

### 輾核,死亡金屬(1990-1993)
樂隊發佈了第二張專輯:Symphonies of Sickness.在英國著名錄音製作人,混音師和錄音工程師Colin Richardson支持下,此張專輯的錄音品質提升幾何級數,以及顯出更多死亡金屬的要素:提高結他的份量以致整體結構更複習,變慢的和變得明顯的段落令歌曲變長和加了少許旋律性,以及加入更多的結他solo,這時樂隊曲風已漸漸向死亡金屬發展.在Symphonies of Sickness的巡迴中,之前一直待在樂團Carnage的主結他手Michael Amott加入.時年amott19歲.加入樂團後開始在peel session 向樂隊提供第三張專輯新的要素和方向.
amott加入該樂團后，產生巨大的變化，大大改變了carcass期後的曲風.
1991年樂隊發表了第三張專輯:Necroticism – Descanting the Insalubrious.amott的加入改變了該張專輯,風格也發生了巨大的變化,結構顯得變得更為複習,吉他節奏變得旋律性.音色變得清晰分明,更多令人滿意的solo和riff,更隱定的鼓點和低音結他令整體完成度比起之前的專輯更高,更被評為"MILLION RIFFS PER SECOND".專輯的發表令樂團更為知名,令樂團再次巡迴,參加於歐洲和英國的"god of grind"巡迴表演,同場樂隊有Cathedral,Entombed和Confessor。
1992年當樂隊仍然在巡演的時候,發表了一張EP: 《Tools of the Trade》。

### 旋律死亡金属(1993-1995)
1993年樂隊發佈了第4張大碟"Heartwork",該大碟的發佈引起樂迷極大的議論,亦徹底改變了很多樂迷,因為該專輯已經完全變成旋律死亡金属,音樂風格上完全改變,bill低沉的死腔和充滿病態血腥專業醫學術語的歌詞等等carcass最獨特的賣點已經消失得無影無蹤,種種做成大部分老樂迷的流失,但歌曲完成度為carcass所有時期度最高,被評為史上第一張完整型態的旋律死亡金属專輯",開創了旋律死亡金属的先河,也可以看出樂隊由狂暴退下火線,慢慢冷卻下來.雖然heartwork帶來極大的成功以及令後來萬千樂隊模仿,但老carcass的獨特性已經完全消失了,由一隻瘋狂暴躁的變態血肉巨獸變成一隻普通的老虎,換來的是更為大眾所接受.專輯發出後不久amott就離開了樂團,由Mike Hickey,後再由Carlo Regadas接替。

### 死亡搖滾
1996年發出了樂隊最後一張專輯"swansong"這是唯一一張和替任結他手Carlo Regadas一起錄製的專輯.heartwork的成功令樂隊加入更多的旋律元素,這種行為令更多僅餘的老樂迷難以接受,此時carcass的老樂迷幾乎完全走光,剩下一些忠實死忠,但同時吸納了很多新樂迷該專輯成功打上billboard 46位,鼓手ken owen指出該專輯是carcass的終極專輯。
由封面可以看出swansong走的路線跟以往的carcass完全不同,carcass已經轉型為死亡搖滾(death rock/death n` roll),
樂隊於專輯中的歌名發揮了他們的幽默,"Keep on Rotting in the Free World"惡搞"Keep on rockin` in the Free World"等等.

## 團員
- Bill Steer - 主唱兼吉他手 (1985 – 1995; 2007 – 現今)
- Jeffrey Walker - 主唱兼貝斯手 (1987 – 1995; 2007 – 現今)
- Michael Amott - 吉他手 (1990 – 1993; 2007 – 現今)
- Daniel Wilding – 鼓手 (2012 – 現今)

### 前任團員
- Daniel Erlandsson - 鼓手 (2007 – 2012)
- Ken Owen - 鼓手 (1985 – 1995)
- Mike Hickey - 吉他手 (on tour 1993 – 1994)
- Carlo Regadas - 吉他手 (1994 – 1995)
- Sanjiv - 主唱 (1985 – 1987)

## 歷年作品
- 1987年 - Flesh Ripping Sonic Torment (Demo)
- 1988年 - Reek of Putrefaction
- 1989年 - Symphonies of Sickness
- 1989年 - The Peel Sessions
- 1991年 - Necroticism－Descanting the Insalubrious
- 1992年 - Tools of Trade (EP)
- 1993年 - Heartwork
- 1994年 - The Heartwork EP
- 1995年 - Swansong
- 1997年 - Wake Up And Smell The... Carcass
- 1998年 - Best Of Carcass (Japan 2-CD)
- 2001年 - Wake Up And Smell The... Carcass (DVD)
- 2004年 - Choice Cuts

## 外部連結
- Carcass MySpace （页面存档备份，存于）
- 歷年作品
- Carcass在Earache Records的網頁 （页面存档备份，存于）